# رضا صدقیانی
رضا صدقیانی (۱۲۹۷ سبزوار-) استاندار استانهای خوزستان، لرستان و استان مرکزی و وزیر تعاون و امور روستاها بود.
صدقیانی فارغ‌التحصیل دانشکده کشاورزی کرج با مدرک لیسانس است. او فعالیت‌های کاری خود را در بانک کشاورزی و سپس در سازمان برنامه ادامه داد. او در ادامه فعالیت‌های خود به ریاست سد دز و مدیریت کشاورزی در سازمان برنامه رسید.
در سال ۱۳۴۱ صدقیانی به معاونت وزارت کشاورزی و در ۱۳۴۶ مدیرعامل بانک تعاون کشاورزی شد. او همچنین مشاغل دیگری مانند استانداری خوزستان، استاندار لرستان، استاندار استان مرکزی را بر عهده داشت. وی در کابینه چهارم هویدا به عنوان وزیر تعاون و امور روستاها منصوب شد.
در دوره شریف امامی، رضا صدقیانی در ۱۶ آبان ماه ۱۳۵۷ بازداشت و تا ۲۲ بهمن ۱۳۵۷ در زندان بود. وی مدتی مخفیانه در ایران ماند و تا توانست از کشور خارج شود.